# 이복현
이복현(李卜鉉, 1972년 ~ )은 대한민국의 공인회계사, 검사 출신 법조인이며, 제15대 금융감독원장이다.

## 생애
서울대학교 경제학과를 졸업하였다. 1998년 공인회계사 시험에 합격하고, 2000년 사법시험에 합격하여 2004년 서울지검 남부지청 검사로 임관했다.
2006년 윤석열 대검찰청 중앙수사부 1과장과 함께 현대차 비자금과 론스타 외환은행 헐값 매각 사건을 수사했다.
2013년 국정원 댓글 수사팀에서 국정원의 선거 개입 의혹을 수사했고, 2016년 박영수 특검팀에서 박근혜 정부 국정농단 사건을 수사했다.
2020년 서울중앙지방검찰청 경제범죄형사부 부장검사로서 삼성바이오로직스 분식회계 사건 수사를 맡아 삼성그룹 불법 합병 및 회계 부정 의혹 사건과 관련해 이재용 삼성전자 부회장을 불구속기소했다.
2022년 4월 더불어민주당이 검찰청법·형사소송법 일부 개정안 입법을 당론으로 채택한 것에 반발해 사표를 냈다. 
2022년 6월 윤석열 정부에서 검사 출신으로는 최초로 금융감독원장으로 임명되었다.

## 학력
- 경문고등학교 졸업
- 서울대학교 사회과학대학 경제학 학사
- UC 버클리 법학대학원 법학 석사

## 경력
- 1998 제33회 공인회계사 시험 합격
- 2000 제42회 사법시험 합격
- 2003 제32기 사법연수원 수료
- 2004 서울지방검찰청 남부지청 검사
- 2005 전주지방검찰청 군산지청 검사
- 2010 미국 캘리포니아 주 변호사 시험 합격
- 2011 법무부 법무과 검사
- 2013 서울중앙지방검찰청 검사
- 2014 미국 캘리포니아 주 변호사자격 취득[2]
- 2016~2017	춘천지방검찰청 검사
- 2017.8 서울중앙지방검찰청 특수2부 부부장검사
- 2018.7 춘천지방검찰청 원주지청 형사2부 부장검사
- 2019.8 서울중앙지방검찰청 특수4부 부장검사
- 2020.2~2020.9 서울중앙지방검찰청 경제범죄형사부 부장검사
- 2020.9~2021.7 대전지방검찰청 형사제3부 부장검사
- 2021.7~2022.5 서울북부지방검찰청 형사2부 부장검사
- 2022.6~2025.6 제15대 금융감독원장